# 중간밀도 지질단백질
중간밀도 지질단백질(中間密度脂質蛋白質, 영어: intermediate-density lipoprotein, IDL)은 지질단백질 입자 패밀리에 속하며 초저밀도 지질단백질과 고밀도 지질단백질의 분해로 생성된다. 중간밀도 지질단백질은 지방과 콜레스테롤이 혈류의 수용액 내에서 이동할 수 있도록 하는 5가지 주요 지질단백질 그룹(킬로미크론, 초저밀도 지질단백질(VLDL), 저밀도 지질단백질(LDL), 중간밀도 지질단백질, 고밀도 지질단백질(HDL)) 중 하나이다. 각 기본적인 중간밀도 지질단백질 입자는 다양한 지질을 둘러싸고 있는 단백질로 구성되어 수용성 입자로서 이러한 지질이 체내 지방 수송 시스템의 일부로 혈액의 수성 환경에서 이동할 수 있도록 한다.

## 같이 보기
- 초저밀도 지질단백질 (VLDL)
- 저밀도 지질단백질 (LDL)
- 고밀도 지질단백질 (HDL)